# Back to Blood
Back to Blood ist der vierte und letzte Roman von Tom Wolfe. Die Geschichte spielt in Miami in Florida und beschäftigt sich hauptsächlich mit den sozialen Spannungen zwischen den „eingeborenen“ Amerikanern und den zahlreichen Einwanderungsgruppen, besonders den Kubanoamerikanern, jenen aus Haiti, Frankreich und Russland. Wolfe ist bekannt dafür, dass er für seine Reportagen ausführliche Untersuchungen am Ort seiner Romanschauplätze durchführt.

## Handlung
Hauptperson des Romans ist der kubanischstämmige Polizist Nestor Camacho, der seinen Dienst zunächst auf einem Patrouillenboot versieht, das vor allem gegen Schmuggler und illegale Einwanderer eingesetzt wird. In einer abenteuerlichen Aktion gelingt es ihm, einen aus dem Kuba Fidel Castros geflohenen „Landsmann“ von einem 20 Meter hohen Segelmast eines Schiffes herunterzuholen und ihn dadurch vor dem möglicherweise tödlichen Absturz zu retten. Gleichzeitig verhindert er aber damit, dass dieser Kubaner als legaler Einwanderer von den staatlichen Behörden anerkannt wird. Denn noch hatte er keinen amerikanischen Boden betreten und galt damit als illegal.
Nestors Familie betrachtet ihn daraufhin keinesfalls als Helden, wie seine Polizeikollegen, sondern als Verräter. Diese Problematik durchzieht das ganze Buch. Nestor sucht eine Möglichkeit, diese familiären Verhältnisse in der kubanischen Enklave Hialeah in Miami zu verlassen, indem er seine Freundin Magdalena zu einer Heirat und zu einem damit verbundenen Umzug überreden will. Diese eröffnet ihm aber, dass er – Nestor – nicht ihr einziger Freund sei, sondern dass sie noch andere Beziehungen unterhalte. Für Nestor bricht eine Welt zusammen, da jetzt sämtliche seiner freundschaftlichen Beziehungen zerbrochen sind und ihm nur seine Arbeit als Polizist bleibt. Aber auch dort gerät er in Schwierigkeiten, da es auch bei der Polizei Spannungen der unterschiedlichen Volksgruppen gibt.
Nestor und Magdalena durchleben verschiedene Situationen, die sich im Völkergemisch Miamis ergeben, wodurch die komplexe gesellschaftliche Lage der Stadt sehr anschaulich wird. Besonders wird der wachsende Einfluss der reichen Russen hervorgehoben, der u. a. die weltbekannte Kunstmesse Art Basel Miami Beach im Miami Beach Convention Center zunehmend bestimmt.
Am Ende des Romans wird Nestor wieder in den normalen Polizeidienst aufgenommen und es deutet sich eine neue Liebesgeschichte mit einer jungen französischstämmigen Haitianerin an.

## Hintergrund
Wolfes 1998 erschienener Roman A Man in Full (dt. „Ein ganzer Kerl“) über einen Immobilienmakler in Atlanta während des dortigen Wirtschaftsbooms in den 1990er-Jahren war sehr erfolgreich. Man schätzt, dass allein von der Hardcoverversion ungefähr 1,4 Millionen Bücher verkauft wurden. In dem folgenden Roman Ich bin Charlotte Simmons aus dem Jahr 2004 beschreibt Tom Wolfe die Geschichte eines behütet aufgewachsenen Teenagers in einer fiktiven Prestigeuniversität, in der sich die junge Frau gezwungenermaßen mit geistig leicht minderbemittelten Sportskanonen, ständigen sexuellen Ansprüchen und seltsamen akademischen Gepflogenheiten auseinandersetzen muss. Dieses Buch war deutlich weniger erfolgreich als seine Vorgänger und wurde auch von der Kritik negativer beurteilt. Angeblich sind von der Hardcoverversion lediglich 293.000 Exemplare verkauft worden, von der Paperbackversion 138.000.
Nach diesem im Vergleich zu seinen früheren Romanen eindeutigen Misserfolg gelang es Wolfe nicht mehr, mit seinem Stammverlag Farrar, Straus & Giroux, bei dem seine Bücher seit 1965 verlegt wurden, die üblichen Vertragsbedingungen zu erreichen. Wolfe wechselte den Verlag und ging zu Little, Brown and Company. Angeblich soll er für seinen neuen Roman einen Betrag von 7 Mio. USD erhalten haben – kurz vor Weihnachten 2007.
Schon bevor der Roman fertiggestellt war, erschienen Auszüge und Meinungsäußerungen in den Medien.

## Rezeption
Das Buch kam am 23. Oktober 2012 auf den Markt und erreichte für drei Wochen auf der Bestsellerliste der New York Times den vierten Platz.

## Ausgaben (Auswahl)
- Back to Blood. Little, Brown, New York 2012, ISBN 978-0-316-03631-3.
- Back to Blood. Hörbuch gelesen von Lou Diamond Phillips, Hachette Audio, New York 2012, ISBN 978-1-60024-468-1.
- Back to Blood. übersetzt von Wolfgang Müller, Blessing Verlag, München 2013, ISBN 978-3-89667-489-0.